# أحلام المدينة (فلم)
أحلام المدينة فيلم سوري مميز للمخرج محمد ملص، يتجه هذا الفيلم نحو شاعرية جميلة ومعبرة في تذكر وصف الحياة اليومية في مدينة دمشق وأحداث جميلة في زمن مضى ويتغلب عليه الطابع التوثيقي من حيث الإهتمام بتفاصيل ذلك الزمان والأحداث التي طرأت عليه ويجسد الشخصيات مجموعة من الفنانات والفنانين السوريين أبرزهم الفنان السوري أيمن زيدان والفنانه سحر فوزي وواحه الراهب .
مع العلم أن للفيلم نسختان النسخة الأولى بعنوان حلم مدينه صغيره حيث أخرجه ملص عندما كان طالباً في معهد الفنون السينمائيه في موسكو وعندما أنها دراسته قام بتحويل الفيلم إلى فيلم طويل بعنوان أحلام المدينة ...
فاز الفيلم بجوائز مهرجانات عربية وعالمية:
- أيام قرطاج السينمائية - تونس
- مهرجان باسيتا السينمائي
- مهرجان دمشق السينمائي الدولي - سوريا

## تمثيل
- رفيق السبيعي
- ياسمين خلاط
- طلحت حمدي
- أيمن زيدان
- باسل الأبيض
- حسن دكاك

## وصلات خارجية
- مقالات تستعمل روابط فنية بلا صلة مع ويكي بيانات